# Zilver (album)
Zilver is een album van Rowwen Hèze. Het werd op 24 september 2010 uitgebracht door de eigen productiemaatschappij RHAM.
Het album is een uitgave ter gelegenheid van het 25-jarig jubileum van Rowwen Hèze en is uitgebracht op zowel langspeelplaat als dubbel-cd en bevat een boekwerk met teksten en foto's van de bandleden.
De nummers op de lp en de eerste zes nummers van de cd zijn nieuwe nummers, de laatste zes nummers op de cd zijn nummers welke op de debuut-lp Rowwen Hèze uit 1987 staan.
Op basis van de zes liedjes die op de eerste lp stonden zijn zes nieuwe liedjes ontstaan, die samen met de oude nummers het album vormen.

## Hoes
Het artwork van de hoes is een grafisch ontwerp van Studio Denk, dat bestaat uit de titel van het album met een zilveren randversiering gedrukt op een zwarte ondergrond. Voor de druk is zilveren inkt gebruikt.

## Nummers
| Nr. | Titel                | Schrijver(s)                  | Duur |
| --- | -------------------- | ----------------------------- | ---- |
| 1.  | Wakker vur de wekker | Jack Poels                    | 3:40 |
| 2.  | Mier, steeds mier    | Jack Poels                    | 4:14 |
| 3.  | Megje van Vermeer    | Jack Poels                    | 4:08 |
| 4.  | Zilverstroat         | Jack Poels                    | 3:39 |
| 5.  | D’n bal              | Jack Poels                    | 3:47 |
| 6.  | America              | Randu Bandurovici, Jack Poels | 5:20 |

| Nr. | Titel             | Schrijver(s) | Duur |
| --- | ----------------- | ------------ | ---- |
| 1.  | Wakker wère       | Jack Poels   | 5:08 |
| 2.  | Niks, stront niks | Jack Poels   | 3:59 |
| 3.  | De brug           | Jack Poels   | 4:47 |
| 4.  | De Peel in brand  | Jack Poels   | 4:09 |
| 5.  | De toet           | Jack Poels   | 3:30 |
| 6.  | America dat stiet | Jack Poels   | 5:17 |